# Don Walchuk
Don Walchuk (né le 6 mars 1963 à Melville, au Canada) est un curleur canadien.

## Palmarès

### Jeux olympiques
| Édition    | Salt Lake City 2002 |
| Classement | Argent              |

### Championnats du monde
| Édition    | Lausanne 1988 | Milwaukee 1989 | Berne 1997 |
| Classement | Argent        | Or             | 4e         |